# Aoun Khassawneh
Pour les articles homonymes, voir Khasawneh.
Aoun Khassawneh ou Al-Khasawneh est un juge et un homme politique jordanien, né le 22 février 1950 à Amman, Premier ministre du 24 octobre 2011 au 2 mai 2012.

## Carrière
Aoun Khassawneh est diplômé en droit international de l'Université de Cambridge. De 1980 à 1990, il occupe différents postes au ministère jordanien des Affaires étrangères, puis devient le conseiller légal de la délégation jordanienne pour les pourparlers de paix entre Israël et la Jordanie (1991-1994).
Devenu conseiller du roi Hussein en 1995, puis conseiller d'État en droit international, il est nommé chef de cabinet royal en 1996. En 2000, Aoun Khassawneh devient membre de la Cour internationale de justice avant d'être élu vice-président en 2006.
Le 17 octobre 2011, Aoun Khassawneh est nommé Premier ministre par le roi Abdallah II en remplacement de Maarouf Bakhit et entre en fonction le 24.
Accusé de freiner les réformes réclamées par le peuple, le Premier ministre démissionne le 26 avril 2012. En effet, le peuple manifeste régulièrement depuis janvier 2011 réclamant des réformes politiques et économiques et la fin de la corruption dans le pays. Il est remplacé par Fayez Tarawneh, ancien Premier ministre et chef du Palais royal (1998-1999).
Le 26 avril 2012, il démissionne mais reste chargé d'expédier les affaires courantes jusqu'à l'investiture du nouveau gouvernement. Son successeur, Fayez Tarawneh, prend ses fonctions le 2 mai 2012.

## Honneurs
Aoun Khassawneh est grand officier de la Légion d'honneur (1997).[réf. nécessaire]